# Bridelia micrantha
Bridelia micrantha là một loài thực vật có hoa trong họ Diệp hạ châu có nguồn gốc ở Châu Phi. Loài này được (Hochst.) Baill. mô tả khoa học đầu tiên năm 1863.

## Hình ảnh

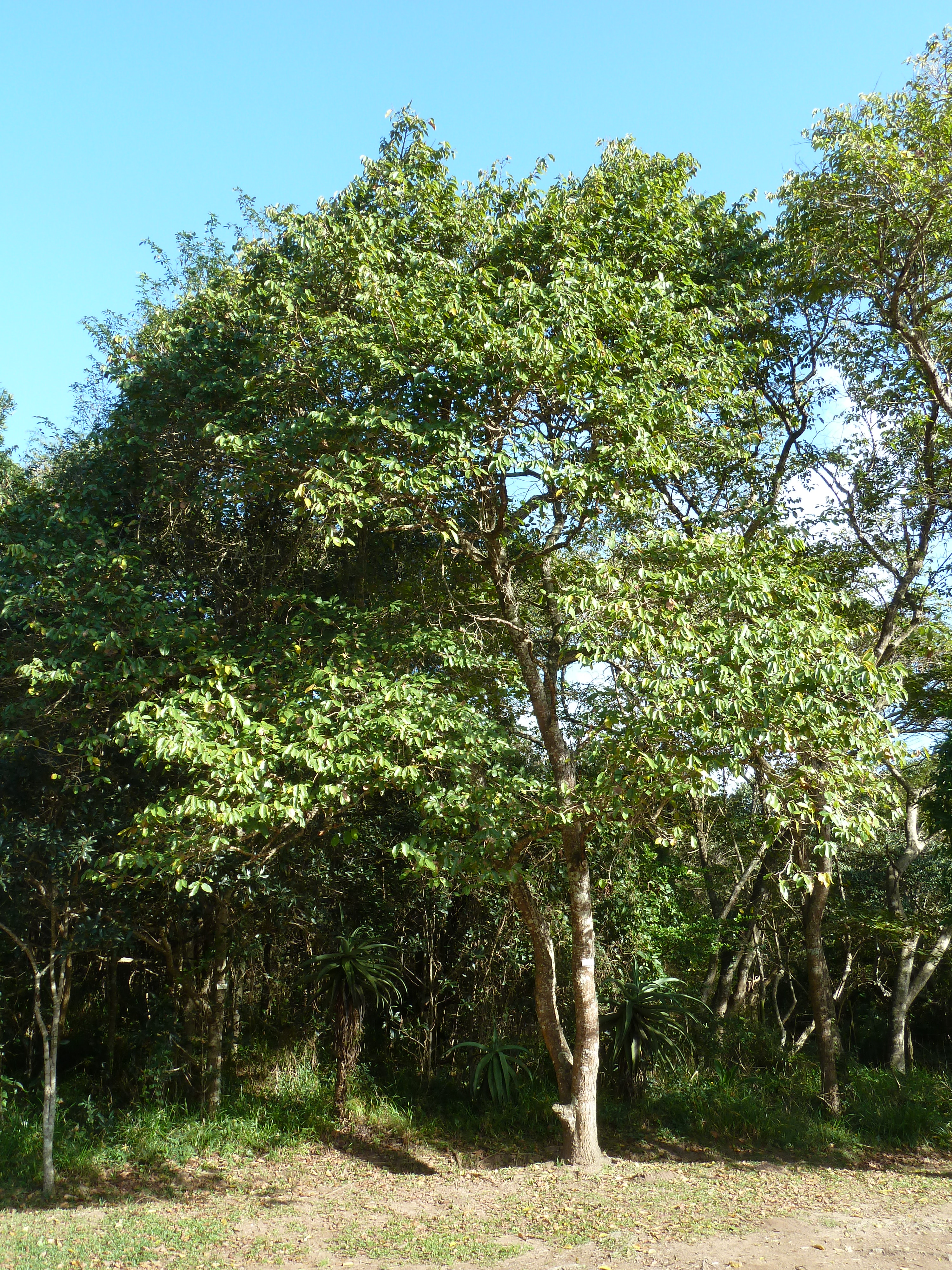
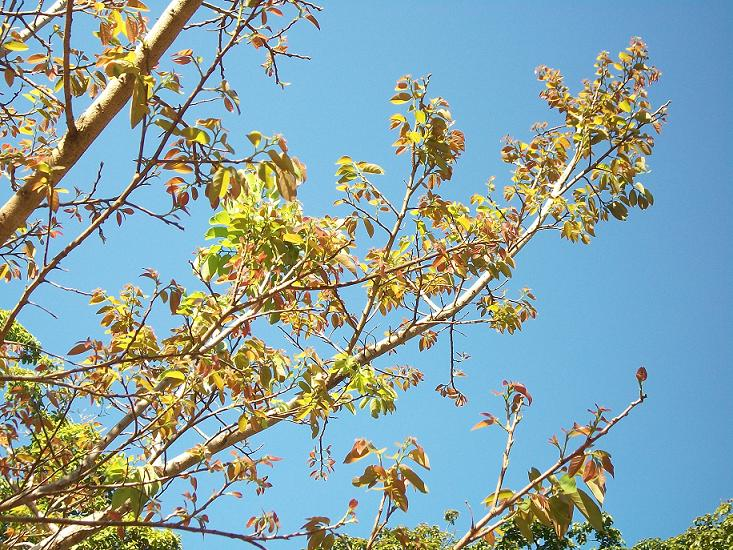
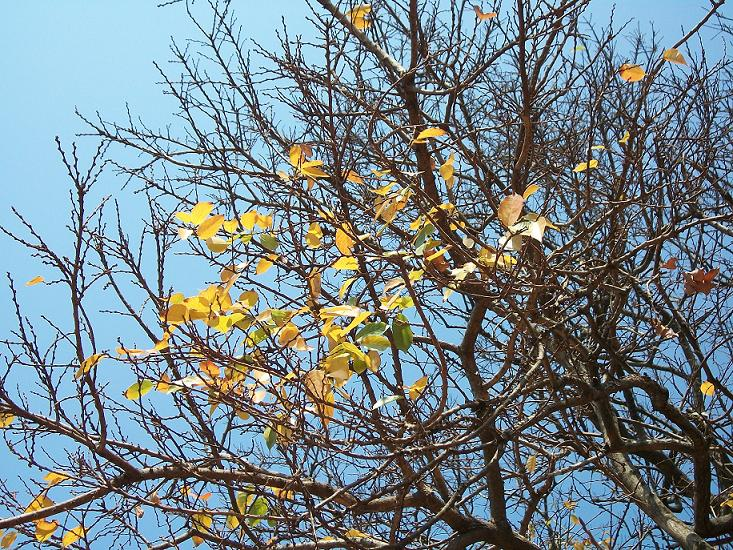
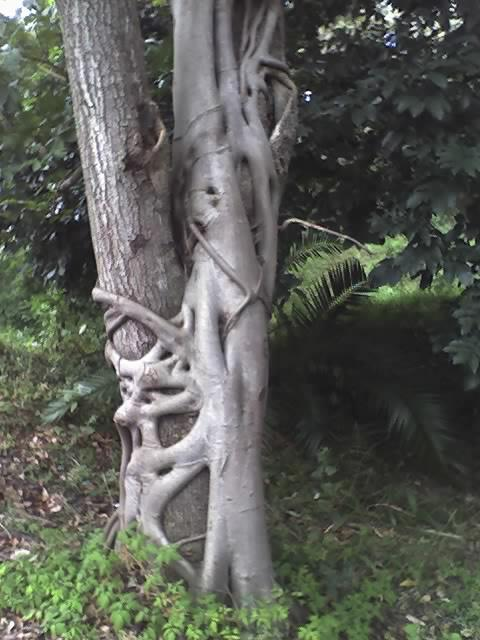